# جردن چان
جردن چان (انگلیسی: Jordan Chan؛ زادهٔ ۸ ژوئیهٔ ۱۹۶۷) بازیگر و خواننده هنگ کنگ است. او و خانواده‌اش در محله‌های تنگ و کوچکی در یک محله فقیرنشین زندگی می‌کردند و چان در کارگاه‌های ساختمانی کارهای متفرقه انجام می‌داد، از جمله آشپزی در یک رستوران دیم سام، خدمتکاری در غرفه‌های دستفروشان کنار جاده‌ای و کارآموزی در یک آرایشگاه. چان در سن ۱۴ سالگی به جرم آزار و اذیت یک دختر زیر سن قانونی متهم و محکوم شد.
از فیلم‌ها یا برنامه‌های تلویزیونی که وی در آن نقش داشته است، می‌توان به آشپزخانه، انتقام سفید، ایپ من: مبارزه نهایی، مروارید اژدها و جزیره اسرارآمیز اشاره کرد.